# چخماق (خوی)
چخماق یا چاخماق روستایی در دهستان الند بخش صفائیه شهرستان خوی استان آذربایجان غربی ایران است. بر پایه سرشماری عمومی نفوس و مسکن در سال ۱۳۹۰ جمعیت این روستا ۳۱۹ نفر (در ۶۷ خانوار) بوده‌است.